# Elaphoglossum subandinum
Elaphoglossum subandinum är en träjonväxtart som beskrevs av Carl Frederik Albert Christensen. Elaphoglossum subandinum ingår i släktet Elaphoglossum och familjen Dryopteridaceae. Inga underarter finns listade.